# Iringius rossi
Iringius rossi är en mångfotingart som beskrevs av Hoffman 1967. Iringius rossi ingår i släktet Iringius och familjen Oxydesmidae. Inga underarter finns listade i Catalogue of Life.